# Károlos Papoúlias
Károlos Papoúlias (gr. Κάρολος Παπούλιας), född 4 juni 1929 i Ioannina, död 26 december 2021 i Aten, var en grekisk jurist och politiker. Han var Greklands president mellan 12 mars 2005 och 13 mars 2015.
Papoúlias var av aravnitiskt ursprung. Han studerade juridik vid Atens universitet och Münchens universitet. Han talar flera språk, bland annat grekiska, tyska, franska och italienska.
Han är nära vän med sin partikollega Giorgos Papandreou i partiet PASOK som han även var med att grunda år 1974.
2015 efterträddes han på presidentposten av Prokopis Pavlopoulos.